# Charles Cavendish (1704-1783)
Charles Cavendish (17 maart 1704 - 28 april 1783) was een Britse aristocraat, politicus en wetenschapper.

## Biografie
Cavendish werd in 1704 geboren als jongste zoon van William Cavendish, 2e Hertog van Devonshire en Rachel Russell. In 1727 trouwde hij met Lady Ann Grey, dochter van de 1e Hertog van Kent. Ze kregen twee zoons, Henry en Frederick.
In 1725 kwam Cavendish namens de Whigs in het Britse Lagerhuis voor het kiesdistrict Heytesbury. Hij bezette daarna nog andere zetels, totdat hij in 1741 afscheid nam van de landelijke politiek.
In 1757 verkreeg Cavendish de Copley Medal van de Royal Society, de Britse academie van wetenschappen, voor het ontwikkelen van een thermometer die de hoogst en laagst gemeten waarden kon vastleggen.